# برايان نيفيس
برايان نيفيس هو سياسي أمريكي، ولد في 19 يونيو 1965. نشط حزبياً في الحزب الجمهوري. وقد انتخب عضو مجلس ولاية ميزوري ‏ وانتخب عضو مجلس نواب ولاية ميزوري ‏.